# ألفارو بينيتو إراولا
ألفارو بينيتو إراولا (بالإسبانية: Álvaro Benito) (10 ديسمبر 1976 في إسبانيا - ) هو لاعب كرة قدم إسباني في مركز الوسط. شارك مع منتخب إسبانيا تحت 16 سنة لكرة القدم ومنتخب إسبانيا تحت 18 سنة لكرة القدم ومنتخب إسبانيا تحت 21 سنة لكرة القدم. أما مع النوادي، فقد لعب مع ريال بلد الوليد وريال مدريد ج وريال مدريد كاستيا وريال مدريد ونادي تينيريفي ونادي خيتافي.

## وصلات خارجية
- ألفارو بينيتو إراولا على موقع ميوزك برينز (الإنجليزية)

- ألفارو بينيتو إراولا على موقع قاعدة بيانات كرة القدم.إي يو (الإنجليزية)